# 藤田川利助
藤田川 利助（ふじたがわ りすけ、1845年〈弘化2年〉 - 1880年〈明治13年〉10月21日）は、湊川部屋に所属した元力士。
本名は斎藤 利助。越後国頸城郡（現在の新潟県糸魚川市井口）出身。身長・体重は不明。
最高位は東前頭3枚目。
1868年6月場所で初土俵（序ノ口）を踏んだ。1873年4月場所に西十両9枚目（十枚目格）に昇進。1874年12月場所、西十両8枚目で7勝2敗1分けの優勝相当成績を挙げた。翌1875年4月場所でも6勝3敗の優勝同点と好成績を挙げた。その後やや停滞したものの1878年6月場所後、新入幕を果たした。得意な取り口や決まり手は不明であるが、幕内でも安定した成績を残した。1880年1月場所では東前頭5枚目の地位で6勝2敗1休1分と、優勝同点の好成績を挙げた。しかしこの場所後体調を崩し、翌1880年6月場所では、0勝2敗6休2分と勝ち星を挙げる事は出来なかった（入幕後初、そして生涯最後の負け越しだった）。6月場所後に行われた秋巡業中の10月21日に、巡業先（場所は不明）にて35歳で急死した。勝率は高かったが、番付運が悪く三役を経験する事が出来なかった，また2度も番付上位制度に引っ掛かって優勝を逃した悲運の力士でもあった。
幕内通算 5場所 17勝11敗10分12休の成績を残した。優勝相当成績1回（十両時代の1874年12月場所）。
改名歴なし
東京大学総合研究博物館の「小野秀雄コレクション」の中に、1879年6月場所の番付表が現存しており、東前頭6枚目の欄に藤田川の名前がある。但し番付表では、出身地は東京となっている（本当の出身地は、新潟または越後である）。